# 常德 (索欒烏扎氏)
常德，清朝将领，索栾乌扎氏（索伦乌札氏）。隶属于布特哈正红旗。
乾隆五十七年（1792年），以领催，参与征讨廓尔喀，赏花翎。嘉庆元年（1796年），跟随副都统乌尔图那逊，协助镇压白莲教川楚教乱，赏廓尔察巴图鲁。道光十三年（1833年），担任伯都讷副都统，不久调任三姓副都统。道光十八年（1838年），以全俸养终年，七十五岁时病故。